# Wielki szef
Wielki szef (oryg. Tang shan da xiong) – hongkoński film sensacyjny z 1971 roku, w reżyserii Lo Wei.

## Obsada
- Bruce Lee jako Cheng Chao-an
- Maria Yi jako Chow Mei
- James Tien jako Hsiu Chien
- Ying-Chieh Han jako Hsiao Mi, szef
- Malalene jako prostytutka
- Tony Liu jako Hsiao Chiun, syn Mi
- Nora Miao jako Mao Ke-hsiu
- San Chin jako Hua Sze